# 弘友和夫
弘友 和夫（ひろとも かずお、1944年8月17日 - ）は、日本の政治家。公明党所属の元参議院議員（2期）、元衆議院議員。
姉は元宝塚歌劇団の小文字まり（44期。上田睦子）。剣道教士七段、居合道二段。全日本剣道連盟顧問、武道議員連盟副会長、日本武道館理事。

## 経歴
- 1957年3月 福岡教育大学附属小学校卒業。
- 1960年3月 福岡教育大学附属中学校卒業。
- 1963年3月 福岡県立小倉高等学校卒業。
- 1967年3月 中央大学経済学部卒業。6代目柳家小団治とは剣道部同窓生。
- 1969年12月 衆議院議員桑名義治秘書。
- 1974年7月 参議院議員桑名義治秘書。
- 1977年2月 北九州市議会議員選挙に立候補し、初当選。以後4期務める。
- 1993年7月 第40回衆議院議員総選挙で旧旧福岡4区から公明党公認で初当選。
- 1996年10月 第41回衆議院議員総選挙で福岡10区から新進党公認で立候補、落選。
- 1998年7月 第18回参議院議員通常選挙で福岡県選挙区から無所属で出馬、初当選（のち公明党に戻る）。
- 2002年10月 環境副大臣に就任。
- 2004年7月 第20回参議院議員通常選挙全国比例区に鞍替えして出馬、再選（九州重点候補）。
- 2006年1月 党参議院国会対策筆頭副委員長に就任。
- 2010年10月 党の「議員定年制」に従い（第22回）参議院選挙に不出馬。政界引退。

## 主な所属議員連盟
- 北京オリンピックを支援する議員の会
- 禁煙推進議員連盟副会長
- 武道議員連盟副会長

## 役職
- 内閣
  - 環境副大臣
- 公明党
  - 参議院副幹事長
  - 中央幹事
  - 九州方面議長
  - 福岡県本部代表
  - 機関紙購読推進委員長
  - 環境部会副部会長
  - 法務部会副部会長

| 議会          | 議会                             | 議会          |
| ------------- | -------------------------------- | ------------- |
| 先代 渡辺孝男 | 参議院法務委員長 2005年 - 2006年 | 次代 山下栄一 |
| 公職          |                                  |               |
| 先代 山下栄一 | 環境副大臣 2002年 - 2003年       | 次代 加藤修一 |